# Ligue des champions de futsal de l'UEFA 2022-2023
Navigation
2021-2022 2023-2024
La Ligue des champions de futsal de l'UEFA 2022-2023 est la 22e édition de la compétition organisée par l'UEFA.

## Format de la compétition
La Ligue des champions 2022-2023 se déroule en quatre tours.
| Tour              | Date du tirage au sort | Dates des matchs                  |
| ----------------- | ---------------------- | --------------------------------- |
| Tour préliminaire | 7 juillet 2022         | 24–28 août 2022                   |
| Tour principal    | 7 juillet 2022         | 25–29 octobre 2022                |
| Tour Élite        | 3 novembre 2022        | 22-27 novembre 2022               |
| Phase finale      | 5 avril 2023           | 5 et 7 mai 2023 Palma de Majorque |

## Clubs participants
Quatre nations (Espagne, Portugal, Kazakhstan et Croatie) comptent deux clubs et les huit représentants de ces pays, dont le Barça, champion en titre, comptent parmi les 24 équipes affichant les plus hauts coefficients qui sont directement qualifiés pour le tour principal.
Les 32 autres équipes débutent au tour préliminaire, avec huit groupes de quatre disputés sous forme de tournoi toutes rondes dans un lieu unique. Les vainqueurs de groupe sont qualifiés pour rejoindre les clubs directement qualifiés pour le tour principal.
Le Tour principal est divisé en deux voies en fonction des coefficients européens. Les trois premiers des quatre groupes de la Voie A intègrent le Tour élite, contrairement au seuls vainqueurs des quatre poules de la Voie B.
Le Tour élite est aussi disputé en groupe de quatre équipes, dont seuls les premiers sont qualifiés pour la finale à quatre.
|                                | Équipes qualifiées auparavant    | Équipes entrant en lice     |
| ------------------------------ | -------------------------------- | --------------------------- |
| Tour préliminaire (32 équipes) | -                                | - 32 équipes                |
| Tour principal (32 équipes)    | - 8 qualifiés du Tour prélim.    | - 24 meilleurs coefficients |
| Tour élite (16 équipes)        | - 16 qualifiés du Tour principal | -                           |
| Finale à 8 (4 équipes)         | - 4 qualifiés du Tour élite      | -                           |

## Tour principal

### Voie A
Les trois premiers de chaque groupe se qualifient pour le Tour Elite. Un club par groupe est désigné pays hôteH.

#### Groupe 1
| Rang | Équipe         | Pts | J | G | N | P | Bp | Bc | Diff |  | Résultats      |  |     |     |      |
| ---- | -------------- | --- | - | - | - | - | -- | -- | ---- |  | -------------- |  | --- | --- | ---- |
| 1    | Palma Futsal   | 5   | 3 | 1 | 2 | 0 | 15 | 9  | +6   |  | Palma Futsal   |  | 2-2 | 2-2 | 11-5 |
| 2    | AnderlechtH    | 5   | 3 | 1 | 2 | 0 | 8  | 4  | +4   |  | AnderlechtH    |  |     | 2-2 | 4-0  |
| 3    | Kairat Almaty  | 5   | 3 | 1 | 2 | 0 | 7  | 6  | +1   |  | Kairat Almaty  |  |     |     | 3-2  |
| 4    | Sporting Paris | 0   | 3 | 0 | 0 | 3 | 7  | 18 | -11  |  | Sporting Paris |  |     |     |      |

#### Groupe 2
| Rang | Équipe        | Pts | J | G | N | P | Bp | Bc | Diff |  | Résultats     |  |     |     |     |
| ---- | ------------- | --- | - | - | - | - | -- | -- | ---- |  | ------------- |  | --- | --- | --- |
| 1    | Sporting CP   | 9   | 3 | 3 | 0 | 0 | 19 | 4  | +15  |  | Sporting CP   |  | 7-0 | 5-3 | 7-1 |
| 2    | Novo VrijemeH | 4   | 3 | 1 | 1 | 1 | 4  | 9  | -5   |  | Novo VrijemeH |  |     | 2-0 | 2-2 |
| 3    | Pula          | 3   | 3 | 1 | 0 | 2 | 8  | 9  | -1   |  | Pula          |  |     |     | 5-2 |
| 4    | Ayat          | 1   | 3 | 0 | 1 | 2 | 5  | 14 | -9   |  | Ayat          |  |     |     |     |

#### Groupe 3
| Rang | Équipe             | Pts | J | G | N | P | Bp | Bc | Diff |  | Résultats          |  |     |     |     |
| ---- | ------------------ | --- | - | - | - | - | -- | -- | ---- |  | ------------------ |  | --- | --- | --- |
| 1    | FC Barcelone       | 9   | 3 | 3 | 0 | 0 | 21 | 2  | +19  |  | FC Barcelone       |  | 7-1 | 8-0 | 6-1 |
| 2    | Luxol St. AndrewsH | 4   | 3 | 1 | 1 | 1 | 7  | 9  | -2   |  | Luxol St. AndrewsH |  |     | 1-1 | 5-1 |
| 3    | Dobovec            | 1   | 3 | 1 | 1 | 1 | 4  | 9  | -5   |  | Dobovec            |  |     |     | 3-0 |
| 4    | Hovocubo           | 0   | 3 | 0 | 0 | 3 | 2  | 14 | -12  |  | Hovocubo           |  |     |     |     |

#### Groupe 4
| Rang | Équipe         | Pts | J | G | N | P | Bp | Bc | Diff |  | Résultats      |  |     |     |     |
| ---- | -------------- | --- | - | - | - | - | -- | -- | ---- |  | -------------- |  | --- | --- | --- |
| 1    | Benfica        | 9   | 3 | 3 | 0 | 0 | 15 | 3  | +12  |  | Benfica        |  | 4-1 | 8-1 | 3-1 |
| 2    | Uragan         | 4   | 3 | 1 | 1 | 1 | 10 | 8  | +2   |  | Uragan         |  |     | 5-0 | 4-4 |
| 3    | United GalatiH | 3   | 3 | 1 | 0 | 2 | 5  | 15 | -10  |  | United GalatiH |  |     |     | 4-2 |
| 4    | Haladas        | 1   | 3 | 0 | 1 | 2 | 7  | 11 | -4   |  | Haladas        |  |     |     |     |

### Voie B
Le premier de chaque groupe se qualifie pour le Tour Elite. Un club par groupe est désigné pays hôteH.

#### Groupe 5
| Rang | Équipe            | Pts | J | G | N | P | Bp | Bc | Diff |  | Résultats         |  |     |     |     |
| ---- | ----------------- | --- | - | - | - | - | -- | -- | ---- |  | ----------------- |  | --- | --- | --- |
| 1    | Loznica-Grad 2018 | 9   | 3 | 3 | 0 | 0 | 12 | 5  | +7   |  | Loznica-Grad 2018 |  | 2-1 | 6-3 | 4-1 |
| 2    | MostarH           | 6   | 3 | 2 | 0 | 1 | 7  | 6  | +1   |  | MostarH           |  |     | 3-2 | 3-2 |
| 3    | Örebro            | 3   | 3 | 1 | 0 | 2 | 10 | 11 | -1   |  | Örebro            |  |     |     | 5-2 |
| 4    | Araz              | 0   | 3 | 0 | 0 | 3 | 5  | 12 | -7   |  | Araz              |  |     |     |     |

#### Groupe 6
| Rang | Équipe         | Pts | J | G | N | P | Bp | Bc | Diff |  | Résultats      |  |     |     |     |
| ---- | -------------- | --- | - | - | - | - | -- | -- | ---- |  | -------------- |  | --- | --- | --- |
| 1    | Piast Gliwice  | 9   | 3 | 3 | 0 | 0 | 19 | 4  | +15  |  | Piast Gliwice  |  | 6-1 | 4-0 | 9-3 |
| 2    | Stalitsa Minsk | 3   | 3 | 1 | 0 | 2 | 10 | 12 | -2   |  | Stalitsa Minsk |  |     | 3-4 | 6-2 |
| 3    | Gentofte       | 3   | 3 | 1 | 0 | 2 | 7  | 11 | -4   |  | Gentofte       |  |     |     | 3-4 |
| 4    | FC LiqeniH     | 3   | 3 | 1 | 0 | 2 | 9  | 18 | -9   |  | FC LiqeniH     |  |     |     |     |

#### Groupe 7
| Rang | Équipe           | Pts | J | G | N | P | Bp | Bc | Diff |  | Résultats        |  |     |      |     |
| ---- | ---------------- | --- | - | - | - | - | -- | -- | ---- |  | ---------------- |  | --- | ---- | --- |
| 1    | Città di Eboli   | 9   | 3 | 3 | 0 | 0 | 21 | 7  | +14  |  | Città di Eboli   |  | 7-2 | 10-3 | 4-2 |
| 2    | Kauno ŽalgirisH  | 6   | 3 | 2 | 0 | 1 | 13 | 8  | +5   |  | Kauno ŽalgirisH  |  |     | 4-1  | 7-0 |
| 3    | Petro-w          | 3   | 3 | 1 | 0 | 2 | 8  | 17 | -9   |  | Petro-w          |  |     |      | 4-3 |
| 4    | Kampuksen Dynamo | 0   | 3 | 0 | 0 | 3 | 5  | 15 | -10  |  | Kampuksen Dynamo |  |     |      |     |

#### Groupe 8
| Rang | Équipe      | Pts | J | G | N | P | Bp | Bc | Diff |  | Résultats   |  |     |     |     |
| ---- | ----------- | --- | - | - | - | - | -- | -- | ---- |  | ----------- |  | --- | --- | --- |
| 1    | Chrudim     | 7   | 3 | 2 | 1 | 0 | 7  | 3  | +4   |  | Chrudim     |  | 2-1 | 2-2 | 3-0 |
| 2    | Differdange | 6   | 3 | 2 | 0 | 1 | 13 | 5  | +8   |  | Differdange |  |     | 3-1 | 9-2 |
| 3    | Lučenec     | 4   | 3 | 1 | 1 | 1 | 7  | 5  | +2   |  | Lučenec     |  |     |     | 4-0 |
| 4    | ShkupiH     | 0   | 3 | 0 | 0 | 3 | 2  | 16 | -14  |  | ShkupiH     |  |     |     |     |

## Tour Élite
Le premier de chaque groupe se qualifie pour la Phase finale à 4. Un club par groupe est désigné pays hôteH.

### Groupe A
| Rang | Équipe            | Pts | J | G | N | P | Bp | Bc | Diff |  | Résultats         |  |     |     |     |
| ---- | ----------------- | --- | - | - | - | - | -- | -- | ---- |  | ----------------- |  | --- | --- | --- |
| 1    | Sporting CP       | 9   | 3 | 3 | 0 | 0 | 13 | 4  | +9   |  | Sporting CP       |  | 4-2 | 5-0 | 4-2 |
| 2    | Uragan            | 6   | 3 | 2 | 0 | 1 | 11 | 9  | +2   |  | Uragan            |  |     | 7-4 | 2-1 |
| 3    | Città di EboliH   | 3   | 3 | 1 | 0 | 2 | 6  | 12 | -6   |  | Città di EboliH   |  |     |     | 2-0 |
| 4    | Loznica-Grad 2018 | 0   | 3 | 0 | 0 | 3 | 3  | 8  | -5   |  | Loznica-Grad 2018 |  |     |     |     |

### Groupe B
| Rang | Équipe        | Pts | J | G | N | P | Bp | Bc | Diff |  | Résultats     |  |     |     |     |
| ---- | ------------- | --- | - | - | - | - | -- | -- | ---- |  | ------------- |  | --- | --- | --- |
| 1    | Palma FutsalH | 9   | 3 | 3 | 0 | 0 | 15 | 3  | +12  |  | Palma FutsalH |  | 5-0 | 2-1 | 8-2 |
| 2    | Piast Gliwice | 6   | 3 | 2 | 0 | 1 | 10 | 8  | +2   |  | Piast Gliwice |  |     | 4-1 | 6-2 |
| 3    | Novo Vrijeme  | 1   | 3 | 0 | 1 | 2 | 3  | 7  | -4   |  | Novo Vrijeme  |  |     |     | 1-1 |
| 4    | Dobovec       | 0   | 3 | 0 | 1 | 2 | 5  | 15 | -10  |  | Dobovec       |  |     |     |     |

### Groupe C
| Rang | Équipe            | Pts | J | G | N | P | Bp | Bc | Diff |  | Résultats         |  |     |     |     |
| ---- | ----------------- | --- | - | - | - | - | -- | -- | ---- |  | ----------------- |  | --- | --- | --- |
| 1    | Benfica           | 7   | 3 | 2 | 1 | 0 | 11 | 4  | +7   |  | Benfica           |  | 3-3 | 6-0 | 2-1 |
| 2    | Chrudim           | 5   | 3 | 1 | 2 | 0 | 7  | 6  | +1   |  | Chrudim           |  |     | 2-2 | 2-1 |
| 3    | Luxol St. Andrews | 2   | 3 | 0 | 2 | 1 | 2  | 8  | -6   |  | Luxol St. Andrews |  |     |     | 0-0 |
| 4    | Kairat AlmatyH    | 1   | 3 | 0 | 1 | 2 | 2  | 4  | -2   |  | Kairat AlmatyH    |  |     |     |     |

### Groupe D
| Rang | Équipe        | Pts | J | G | N | P | Bp | Bc | Diff |  | Résultats     |  |     |     |     |
| ---- | ------------- | --- | - | - | - | - | -- | -- | ---- |  | ------------- |  | --- | --- | --- |
| 1    | Anderlecht    | 7   | 3 | 2 | 1 | 0 | 17 | 7  | +10  |  | Anderlecht    |  | 5-5 | 3-2 | 9-0 |
| 2    | FC Barcelone  | 7   | 3 | 2 | 1 | 0 | 18 | 9  | +9   |  | FC Barcelone  |  |     | 7-2 | 6-2 |
| 3    | PulaH         | 3   | 3 | 1 | 0 | 2 | 9  | 12 | -3   |  | PulaH         |  |     |     | 5-2 |
| 4    | United Galati | 0   | 3 | 0 | 0 | 3 | 4  | 20 | -16  |  | United Galati |  |     |     |     |

## Phase finale

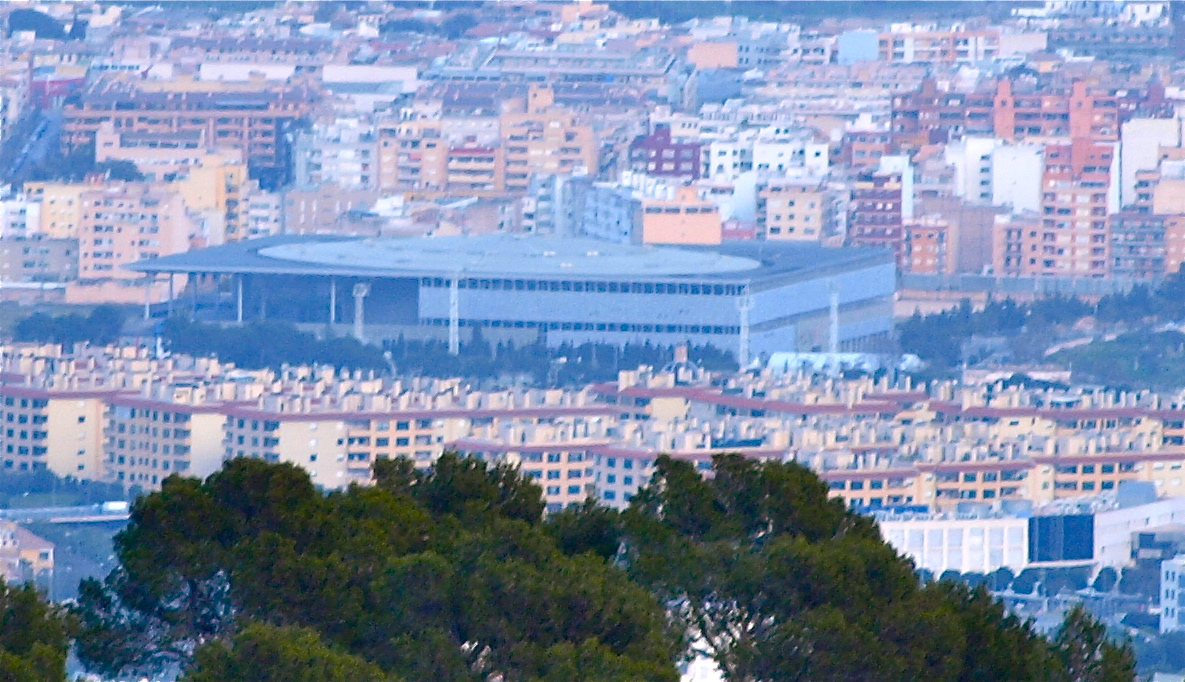
Palma Arena

|  | Demi-finales | Demi-finales | Demi-finales | Demi-finales |                               |             | Finale     | Finale     | Finale     | Finale     |
|  |              |              |              |              |                               |             |            |            |            |            |
|  | 5 mai 2023   | 5 mai 2023   | 5 mai 2023   | 5 mai 2023   |                               |             | 7 mai 2023 | 7 mai 2023 | 7 mai 2023 | 7 mai 2023 |
|  | Sporting CP  | Sporting CP  | 7            | 7            |                               |             | 7 mai 2023 | 7 mai 2023 | 7 mai 2023 | 7 mai 2023 |
|  | Sporting CP  | Sporting CP  | 7            | 7            |                               |             | 7 mai 2023 | 7 mai 2023 | 7 mai 2023 | 7 mai 2023 |
|  | Anderlecht   | Anderlecht   | 1            | 1            |                               |             | 7 mai 2023 | 7 mai 2023 | 7 mai 2023 | 7 mai 2023 |
|  | Anderlecht   | Anderlecht   | 1            | 1            | Sporting CP                   | Sporting CP | 1 ap (3)   | 1 ap (3)   |            |            |
|  | 5 mai 2023   |              |              |              | Sporting CP                   | Sporting CP | 1 ap (3)   | 1 ap (3)   |            |            |
|  |              |              | Palma Futsal | Palma Futsal | 1 tab (5)                     | 1 tab (5)   |            |            |            |            |
|  | Palma Futsal | Palma Futsal | Palma Futsal | Palma Futsal | 1 tab (5)                     | 1 tab (5)   | 4          | 4          |            |            |
|  | Palma Futsal | Palma Futsal |              |              |                               |             |            | 4          |            |            |
|  | Benfica      | Benfica      | 3            | 3            |                               |             |            |            |            |            |
|  | Benfica      | Benfica      | 3            | 3            | Match pour la troisième place |             |            |            |            |            |
|  |              |              |              |              |                               |             |            |            |            |            |
|  | 7 mai 2023   |              |              |              |                               |             |            |            |            |            |
|  | Anderlecht   | Anderlecht   | 3            | 3            |                               |             |            |            |            |            |
|  | Anderlecht   | Anderlecht   | 3            | 3            |                               |             |            |            |            |            |
|  | Benfica      | Benfica      | 4            | 4            |                               |             |            |            |            |            |
|  | Benfica      | Benfica      | 4            | 4            |                               |             |            |            |            |            |

### Demi-finales
| 5 mai 2023 | Sporting CP                                                                            | 7 - 1   | Anderlecht   | Palma Arena, Palma de Majorque |  |
| 18:00      | Cavinato 2e · Tomás Paçó 3e · Alex Merlim 4e · Edu 5e (csc) · Neves 7e 29e · Erick 12e | (6 - 0) | 26e Jelovčić |                                |  |

| 5 mai 2023 | Palma Futsal                            | 4 - 3   | Benfica                                             | Palma Arena, Palma de Majorque |  |
| 21:00      | Tayebi 2e 18e · Mancuso 6e · Cainan 22e | (3 - 1) | 19e Chishkala · 21e Leo Gugiel · 25e Gonçalo Sobral |                                |  |

### Match pour la troisième place
| 7 mai 2023 | Benfica                                         | 4 - 3   | Anderlecht                           | Palma Arena, Palma de Majorque |  |
| 17:00      | Chishkala 6e 24e · Diego Nunes 27e · Arthur 30e | (1 - 1) | 17e 39e Gréllo · 33e Diego Roncaglio |                                |  |

### Finale
| 7 mai 2023 | Palma Futsal                                  | 1 - 1             | Sporting CP                                 | Palma Arena, Palma de Majorque |  |
| 20:00      | Rivillos 14e                                  | (1 - 0)           | 33e Zicky Té                                |                                |  |
| 20:00      |                                               |                   |                                             |                                |  |
| 20:00      | Tayyebi · Cainan · Marlon · Cléber · Rivillos | Tirs au but 5 - 3 | Pany Varela · Cavinato · Tomás Paçó · Erick |                                |  |